# (27502) Stephbecca
(27502) Stephbecca est un astéroïde de la ceinture principale.

## Description
(27502) Stephbecca est un astéroïde de la ceinture principale. Il fut découvert le 3 avril 2000 à la station Anderson Mesa par Larry H. Wasserman. Il présente une orbite caractérisée par un demi-grand axe de 2,87 UA, une excentricité de 0,02 et une inclinaison de 3,0° par rapport à l'écliptique.

## Compléments